# Jonas Frei

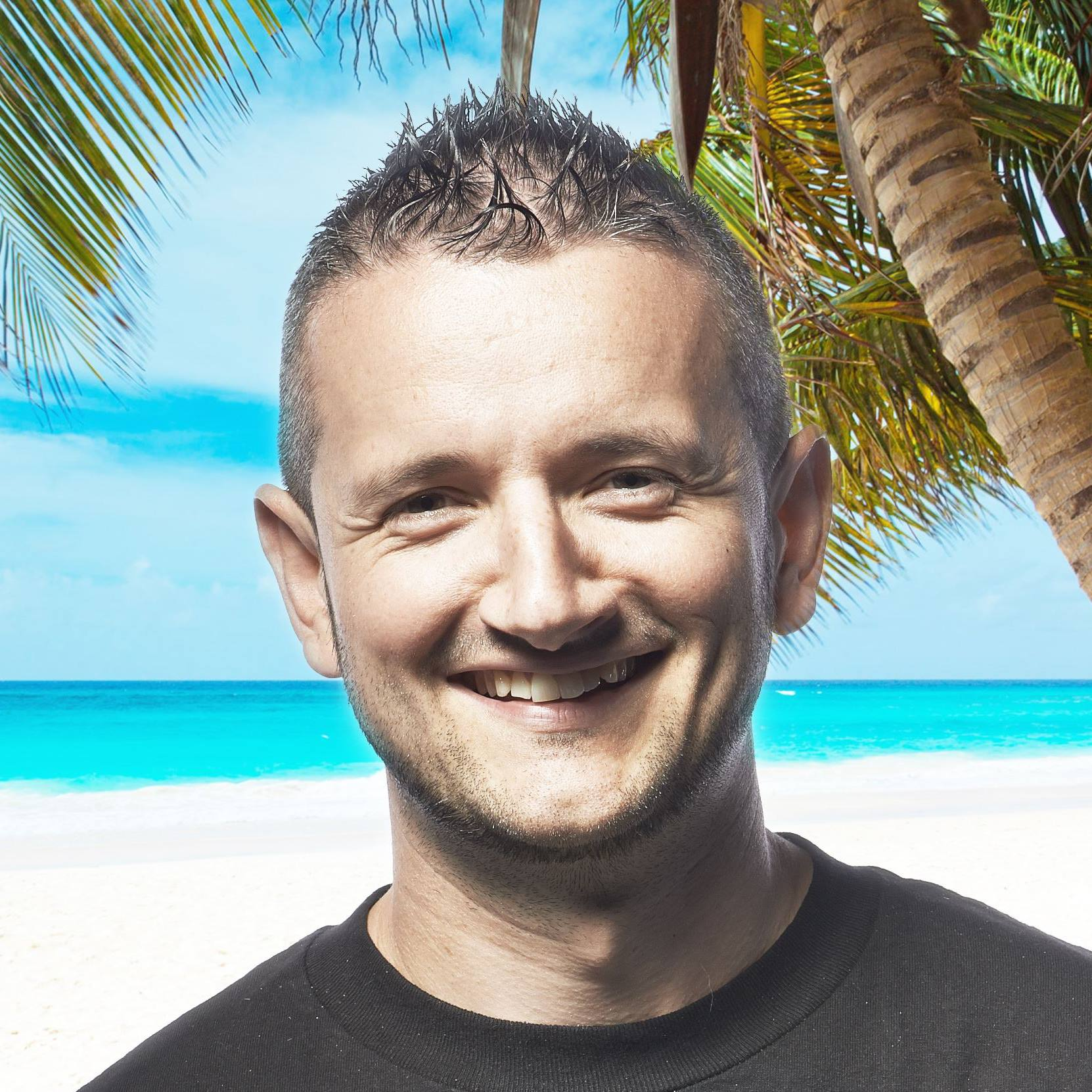
Jonas Frei (2016)

Jonas Frei (* 28. Juni 1979 in Wattwil, Schweiz) ist ein Schweizer Filmverleiher und Filmproduzent. Er ist Gründer des Unternehmens MovieBiz Films & Lakeside Film.

## Leben und Karriere
Jonas Frei wuchs als zweitjüngstes von elf Geschwistern im toggenburgischen Wattwil auf. 1996 begann er eine Lehre als Hochbauzeichner. Er schloss die Lehre zwar ab, arbeitete aber danach nie in dem Beruf. 2006 gründete er die Verleihfirma MovieBiz Films, um kleinere Filmproduktionen ins Kino zu bringen. 2010 drehte er mit seinem Bruder Severin und seinem Kollegen Thomas Rickenmann seinen ersten Film Panamericana, der dokumentarisch Einsicht in das Leben vieler Einzelschicksale gibt, die an der längsten Strasse der Welt, der Panamericana, leben. 2013 Co-produzierte er den Spielfilm Himmelfahrtskommando und 2015 dann einen weiteren Dokumentarfilm, Camino de Santiago, der neben der Schweiz auch in Deutschland und Österreich im Kino ausgewertet wurde. 2019 gründete er mit einem Partner die Verleihfirma Lakeside Film um Filme in Deutschland und Österreich auszuwerten.

## Filmografie
- 2010: Panamericana (Regie) (Produktion)
- 2013: Himmelfahrtskommando (Koproduzent)
- 2015: Camino de Santiago (Regie) (Produktion)
- 2021: Peaks (working title) (Regie) (Produktion)